# Martin Luther (ambtenaar)
Martin Franz Julius Luther (16 december 1895, Berlijn - aldaar, 13 mei 1945) was een Duits onderstaatssecretaris voor Buitenlandse Zaken.
Hij was een gerenommeerd lid van de Nationaalsocialistische Duitse Arbeiderspartij in Duitsland. Luther diende als adviseur van de minister van Buitenlandse Zaken Joachim von Ribbentrop. 
Hij was een van de 15 hoge ambtenaren die aanwezig waren bij de Wannseeconferentie in 1942, waar de nazi's de 'Endlösung der Judenfrage' oftewel de 'definitieve oplossing voor het Jodenvraagstuk' definitief gestalte wilden geven. 
In 1947 zouden gevonden notities gemaakt door Luther over de geheime bijeenkomst in Berlijn de geallieerden duidelijk maken dat de Wannseeconferentie daadwerkelijk had plaatsgevonden

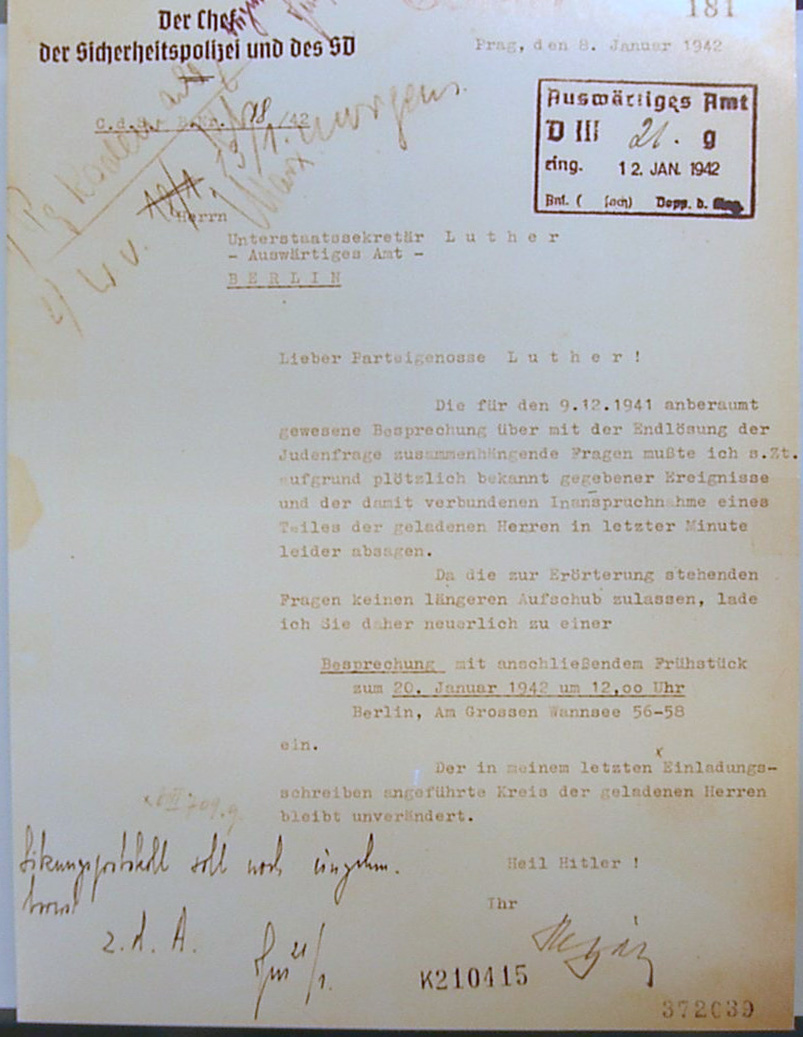
Brief met de uitnodiging van Heydrich voor Luther voor de Wannseeconferentie
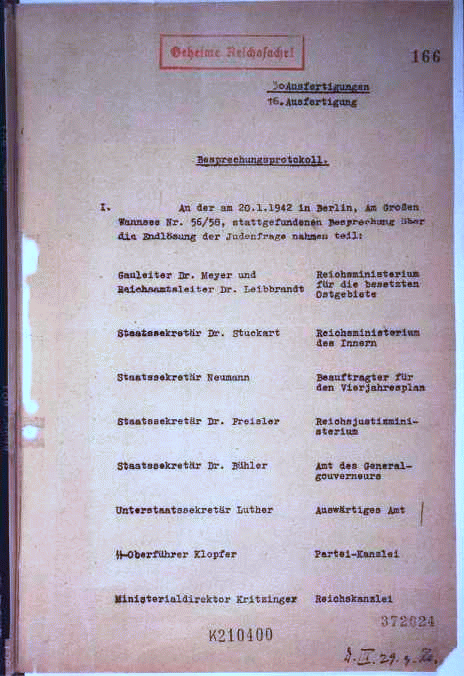
de agenda voor de Wannseebijeenkomst